# Société des Trois-Vallées
La Société des Trois-Vallées (STV ou S3V) est une société française d'exploitation des remontées mécaniques des domaines skiables. Elle gère ainsi les domaines, les pistes et les remontées mécaniques des stations de Courchevel et Méribel-Mottaret, situées dans les Trois Vallées.

## Historique
Créée en 1946, la Société des Trois-Vallées est à l'origine une régie départementale, le Service Public des Trois-Vallées (SPTV), évoluant en société d'économie mixte du Conseil départemental de la Savoie, qui investit dans le développement d'une nouvelle station sur le territoire de Saint-Bon-Tarentaise. Le 3 mai 1946 nait officiellement Courchevel. Elle est une station dite de 2e génération, c'est-à-dire créée ex nihilo. Elle est imaginée par l'architecte urbaniste Laurent Chappis et l'ingénieur Maurice Michaud.
La station de Méribel-Mottaret voit le jour, en 1972, par l'architecte Michel Bezançon. Puis création du village de La Tania en 1990/91, dans l'objectif des futurs Jeux olympiques d'hiver de 1992, d'Albertville.
Le 6 mars 2000, la société évolue en devenant une société anonyme d'économie mixte à conseil d'administration.
Lors d'interviews en 2009/2010,, le maire de Saint-Bon-Tarentaise, Gilbert Blanc-Tailleur, indique que lors de la fin de la concession de la S3V en juin 2016, la commune de Saint-Bon souhaite reprendre le contrôle des stations de Courchevel 1650, de Cospillot et de Pralong. Il précise que la commune des Allues envisagerait peut-être aussi la reprise du secteur de Mottaret.
En mai 2013, la commune des Allues prolonge la concession de S3V pour le secteur du Mottaret, pour une durée de 15 ans, soit jusqu'en 2031.

## Développement
La Société des Trois-Vallées est une SAEM qui gère ainsi les domaines, les pistes et les remontées mécaniques du domaine skiable des Trois Vallées, formé par les stations de Courchevel et Méribel-Mottaret. Elle est détenue à 75 % par le Conseil général de Savoie, par l'intermédiaire de sa société d'économie mixte, Savoie Stations Participation, créée en 1995.
Le reste de l'actionnariat est partagé entre les collectivités locales et d'autres acteurs :
- Les collectivités territoriales, ce sont les communes de La Perrière, Les Allues, Saint-Bon-Tarentaise
- Les autres actionnaires : Savoie Stations Participation, Dexia Crédit local, Banque populaire des Alpes, Banque de Savoie, FCPE, Aubre, Caisse d'épargne des Alpes, Crédit agricole des Savoie

Elle rachète petit à petit les différentes sociétés privées gréant les remontées mécaniques situées sur le domaine. Par exemple, en 1999, le rachat de la Société des téléphériques de Moriond (STM - Courchevel 1650), créée par Laurent Boix-Vives, PDG de Rossignol.
La S3V possède une filiale, Sommital, créée en 2008, qui est chargée de la conception et la commercialisation de matériel en lien avec la sécurité et le développement des stations de ski.

## Les chiffres
Le domaine skiable, géré par la S3V, comprend environ 40 % du domaine des Trois Vallées, soit 225 km (143 pistes) sur les (600 km). Le parc des remontées mécaniques est constitué de 80 installations.
La société possède aussi 2 700 enneigeurs canons à neige, couvrant près de 54 % du domaine skiable.
La société emploie environ 130 salariés permanents (2002),, dont l'ancienneté moyenne est de douze ans, avec un turn-over assez faible (inférieur à 5 %). Frédéric Bois, ancien DRH de l'entreprise, explique cela dans un article de Libération datant de 2000, « Sans doute parce que 95 % du personnel est natif de la région ». L'effectif est complété par environ 480 salariés saisonniers (2002),.
En 2024, le nombre de salariés permanent est de 220 salariés auxquels s'ajoutent 700 salariés en pleine saison[réf. nécessaire].